# Универсальный измерительный микроскоп
Универсальный измерительный микроскоп (УИМ) — семейство универсальных измерительных приборов, предназначенных для измерения линейных и угловых размеров деталей в прямоугольных и полярных координатах (в частности, резьбовых соединений, режущего инструмента, профильных шаблонов, лекал, кулачков, метчиков, резьбонарезных гребенок, диаметров отверстий и др). Встречаются три типа: УИМ-21, УИМ-23, УИМ-29, МВ , MBZ, Hawk H2/S/D11. 

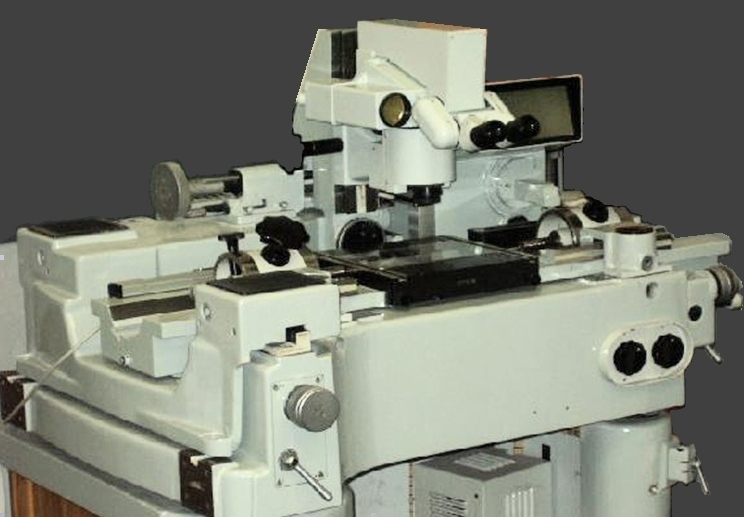
Микроскоп УИМ-23

## Устройство универсального измерительного микроскопа
Конструкция универсального измерительного микроскопа (УИМ-21) предполагает размещение исследуемого объекта на предметном столе каретки продольного перемещения, а головной микроскоп — на каретке поперечного перемещения. Сами перемещения осуществляются путём вращения двух микровинтов. Головной микроскоп оснащен двумя окулярами для контроля линейных и угловых размеров соответственно. Для отсчёта перемещения служат стеклянные миллиметровые шкалы продольного и поперечного хода и отсчётные микроскопы со спиральными нониусами. Универсальный измерительный микроскоп оборудован вращающимся столиком для ведения записей результатов измерения.

## Метод измерения
На универсальном измерительном микроскопе проводятся измерения проекционным методом, а также методом осевого сечения (в этом случае необходимо использовать измерительные ножи).

## Автоматизация
Универсальный измерительный микроскоп отличается простотой автоматизации благодаря своим конструктивным особенностям. Наиболее простым решением является установка квазиабсолютного датчика линейных перемещений, благодаря чему значительно упрощается процесс наиболее часто проводимых (на УИМ) измерений. Современное применение универсальных измерительных микроскопов обязательно подразумевает наличие как минимум цифрового отсчётного устройства.

## Область применения
Несмотря на появление новых прогрессивных средств измерения, универсальный измерительный микроскоп достаточно широко используется в измерительных лабораториях благодаря своей универсальности, простоте измерения, а также возможности легко автоматизировать процесс проведения измерения.

## Литература

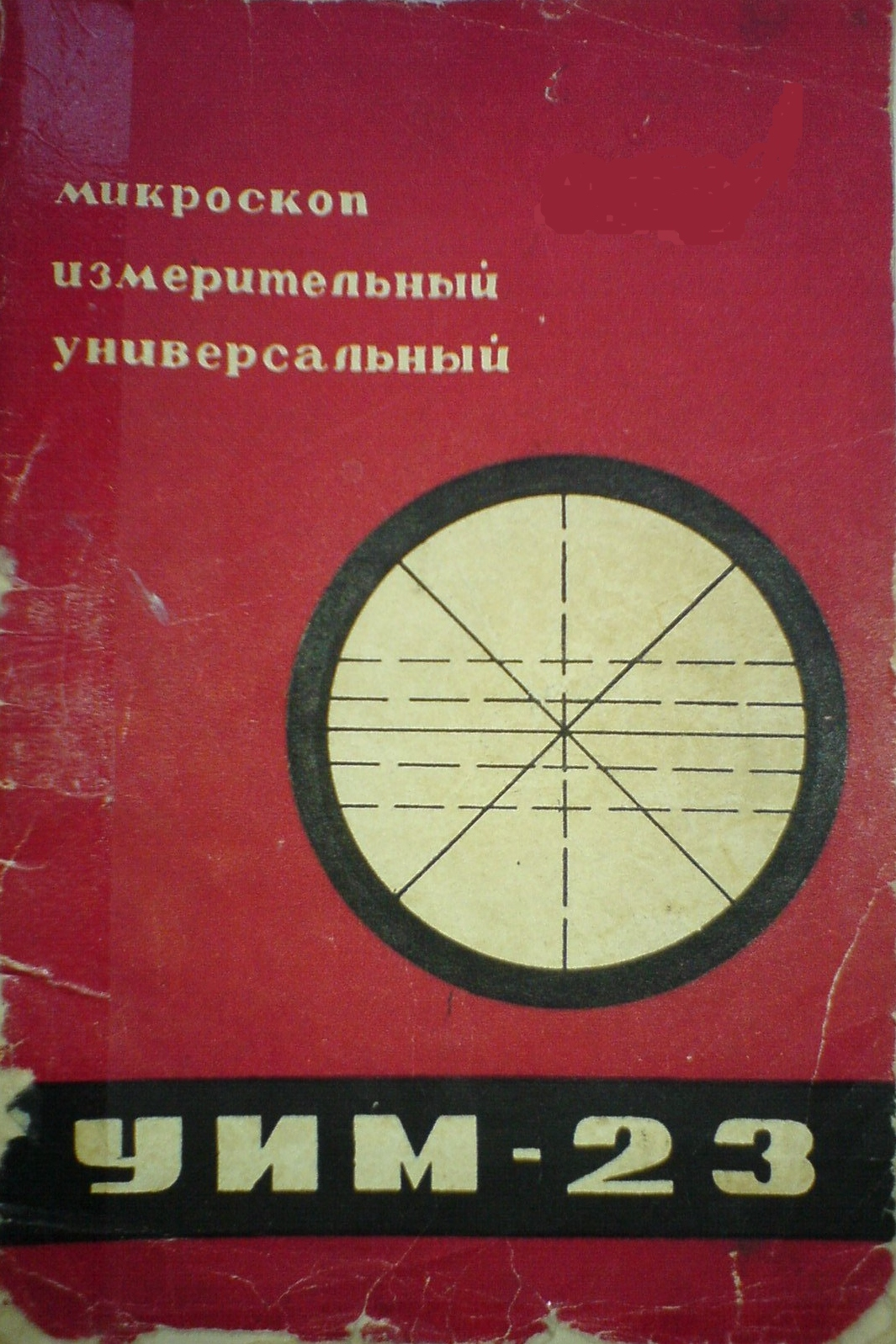
Руководство по эксплуатации УИМ-23